# Bobilla avita
Bobilla avita är en insektsart som beskrevs av Otte, D. 1987. Bobilla avita ingår i släktet Bobilla och familjen syrsor. Inga underarter finns listade i Catalogue of Life.